# اكتمال الأعداد الحقيقية
حدسيا، الاكتمال يعني عدم وجود أية فجوة (كما عبر عن ذلك ديدكايند) أو وجود نقط مفقودة في مستقيم الأعداد الحقيقية.
بصفة عامة، يكون الفضاء المتري كاملا إذا تقاربت فيه كل متتالية لكوشي، فإذا أخذنا مجموعة الأعداد الحقيقية مرفقة بالمسافة {\displaystyle d(x,y)=|x-y|} من أجل كل عددين حقيقيين {\displaystyle x,y} و جدنا أن كل متتاليات كوشي (و هي المتتاليات التي تتقارب حدودها من بعضها البعض أكثر فأكثر كلما كبر متغيرها في اتجاه ما لا نهاية) متقاربة (أي لها نهاية حقيقية).

## أشكال الاكتمال

### مبرهنة بولزانو-فايرشتراس
مبرهنة بولزانو-فايرشتراس...